# Impatiens hongkongensis
Impatiens hongkongensis là một loài thực vật có hoa trong họ Bóng nước. Loài này được Grey-Wilson mô tả khoa học đầu tiên năm 1979.